# Escudo de Guinea
El escudo de armas de Guinea fue aprobado oficialmente el 23 de diciembre de 1993, a raíz de la adopción del nuevo sistema multipartidista.
Es un escudo de argén sumado de una paloma volando que lleva en el pico una rama de olivo que cae sobre el campo. Por debajo del escudo, terciado en palo con los colores panafricanos de la bandera estatal: gules (rojo), oro (amarillo) y sinople (verde). En la parte inferior figura una cinta con el lema nacional en francés: "TRAVAIL, JUSTICE, SOLIDARITÉ" (Trabajo, Justicia, Solidaridad).

## Escudos históricos
Sustituyó el adoptado en 1984, que era como el actual pero con el campo partido de gules y sinople, que iba cargado igualmente con la rama de olivo y sobre el cual resaltaban una espada y un fusil pasados en aspa.
El primer emblema oficial de la República de Guinea data de 1958, apenas obtenida la independencia de Francia bajo el gobierno de Sékou Touré, y también era un escudo partido, de gules y sinople, cargado de un elefante contornado de oro con la trompa levantada. Iba timbrado con una paloma volando contornada de plata que llevaba un ramo de olivo en el pico. Todo alrededor había una cinta de plata con el lema nacional en letras de sable. Este escudo simbolizaba la fuerza del nuevo estado (el elefante) y la voluntad de vivir en paz entre los países vecinos (la paloma), y fue sustituido a raíz del golpe de Estado de Lansana Conté del 3 de abril de 1984.

Escudo de armas de Guinea (1958-1984)
Una variante del escudo de armas de Guinea de 1958 a 1984
Escudo de armas de Guinea (1984-1993)
Escudo de armas de Guinea (1993-2011)

## Las versiones del escudo actual cosidas en plata y oro sin oliva

Primera versión del escudo de armas de 1997
Segunda versión del escudo de armas de 1997
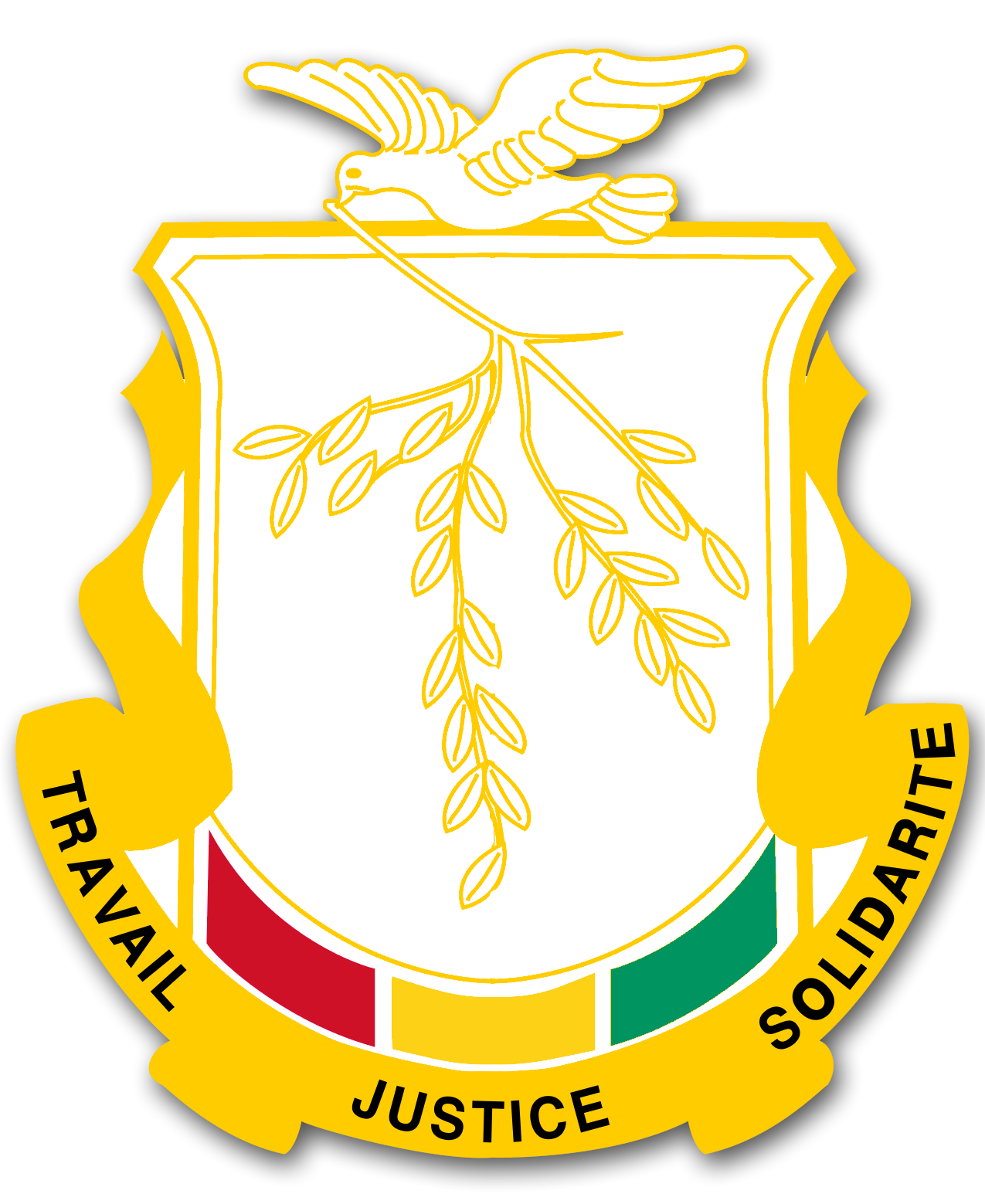
Tercera versión del escudo de armas de 1997

- Datos: Q213018
- Multimedia: Coats of arms of Guinea / Q213018